# كيرك ريفيس
كيرك ريفيس (بالإنجليزية: Kirk Reeves)‏ هو بواق أمريكي، ولد في 1956 في بوسطن في الولايات المتحدة، وتوفي في 2012.

## وصلات خارجية
- الموقع الرسمي
- كيرك ريفيس على موقع ميوزك برينز (الإنجليزية)